# Хавасупай-валапай-явапай
Хавасупай-валапай-явапай (Havasupai-Walapai-Yavapai, Upland Yuman, Upper Colorado River Yuman) - языковой комплекс, на котором говорят народы валапай, хавасупай и явапаи, живущие в центре и на северо-западе штата Аризона в США. Состоит из диалектов валапай (южный край Гранд-Каньон), хавасупай (дно Гранд-Каньон) и явапай.